# Gunnarstjärnen, Värmland
Gunnarstjärnen är en sjö i Årjängs kommun i Värmland och ingår i Göta älvs huvudavrinningsområde. Sjöns area är 0,025 kvadratkilometer och den är belägen 216 meter över havet.